# Augusto Matías Fernández
Augusto Matías Fernández (Pergamino, Buenos Aires, 10 de abril de 1986) es un ex-futbolista profesional argentino. Jugaba de centrocampista y su último equipo fue el Cádiz C. F. de España. Con la Selección Argentina de Fútbol salió subcampeón de La Copa del Mundo de Brasil 2014 y subcampeón de La Copa América Centenario 2016. Con el Atlético de Madrid salió subcampeón de La UEFA Champions League 2015-16.

## Trayectoria

### Inicios
Debutó en el Club Atlético River Plate el 29 de enero de 2006 con una victoria ante Tiro Federal por 5-0. Con el tiempo se transformó en un jugador muy importante para el equipo, y, gracias a su buen rendimiento, surgieron ofertas de clubes extranjeros; la más importante la del Club Atlético de Madrid. Sin embargo, debido a problemas con la obtención legal de su pasaporte comunitario —que le permitiría no ocupar plaza de extranjero en equipos europeos—, debió continuar en River Plate.

### Año en Francia y regreso a Argentina
A finales de agosto de 2009, el Saint-Étienne anunció la cesión de un año sin opción de compra de Augusto. Jugó su primer partido en el club en una victoria 1-0 el 13 de septiembre. Su primer gol con el Saint-Étienne lo marcó el 3 de octubre de 2009, en una victoria 3-1. Finalizó la temporada con 12 partidos disputados en la Ligue 1, 8 de ellos como titular.
En el año 2010 se incorporó a Vélez Sarsfield. En su segundo campeonato logró meterse a la hinchada del club en el bolsillo después de varias buenas actuaciones tanto en la Liga argentina como en la Copa Libertadores. Se destapó su lado goleador marcando varios goles durante el primer semestre de 2011.
Con el Club Atlético Vélez Sarsfield logró llegar a la semifinal de la Libertadores, hecho que no lograba desde 1994 en la Copa que lo tuvo como campeón. Dos semanas después de la eliminación de la Copa, logró coronarse campeón del Clausura 2011, octavo título local de la historia del club.

### Etapa en España
El 8 de agosto de 2012 se anunció su fichaje por el Real Club Celta de Vigo, cuyo coste fue de 1,6 millones de euros por el 50% de los derechos económicos y 100% de los derechos federativos quedándole al Vélez Sarsfield el otro 50% de los derechos económicos del jugador. El 22 de septiembre metió su primer gol ante el Getafe Club de Fútbol en la victoria 2-1. El 19 de enero marcó en el empate a uno ante el Málaga en un partido de Liga. En su primera temporada con el Celta fue un jugador clave, consagrándose como fijo en el extremo derecho, jugando un total de 36 partidos y marcando 6 goles. Su segunda temporada también fue muy positiva, ya que el club estuvo a punto de clasificarse para la UEFA Europa League. Augusto jugó 33 partidos y marcó 3 goles. Su posición en el campo pasó de extremo derecho a interior derecho, participando más en la creación del juego y mejorando el juego asociado del equipo. Además se convirtió en uno de los capitanes del equipo. A partir de la temporada 2014-15, con la llegada de Eduardo Berizzo como entrenador, pasó de jugar por la banda a ser mediocentro puro. Para la temporada 2015-16, y tras la retirada de Borja Oubiña, fue nombrado primer capitán del equipo celeste. Sus grandes actuaciones consiguieron que los grandes clubes se fijaran en él y, el 31 de diciembre de 2015, firmó tres años y medio con el Club Atlético de Madrid, volviéndose a encontrar con Diego Pablo Simeone, que ya lo entrenó años atrás en River Plate. Jugó su último partido con el Celta el 30 de diciembre, en la derrota por 0-1 contra el Athletic de Bilbao.
El 1 de enero de 2016, el Atlético hizo oficial su contratación y el 5 de enero fue presentado con el dorsal 12. Un día después de su presentación jugó su primer partido con el club madrileño en la ida de los octavos de final de la Copa del Rey. Augusto fue titular en el empate a uno ante el Rayo Vallecano. El 10 de enero hizo su debut como colchonero en Liga en la victoria de su equipo contra sus excompañeros del RC Celta de Vigo. El 28 de mayo jugó de titular en la final de la UEFA Champions League, en la que fue subcampeón.

### Paso por China y vuelta a España
A finales de enero de 2018, el jugador se desvinculó del conjunto madrileño y se marchó al Beijing Renhe F. C. chino, donde estuvo jugando hasta finales de 2019.
Después de seis meses sin equipo, el 23 de junio de 2020 se hizo oficial su vuelta al fútbol español tras firmar con el Cádiz C. F. hasta final de temporada con opción de seguir un año más en caso de lograr el ascenso de categoría.
El 20 de mayo de 2021 anunció su retirada. Al día siguiente disputó el último encuentro de su carrera ante el Levante U. D. luciendo el brazalete de capitán.

## Selección nacional
El 14 de septiembre jugó el Superclásico de las Américas como titular contra la selección de Brasil en el partido de ida, que terminó 0-0. El 28 de septiembre jugó el partido de vuelta, en la derrota 2-0 en la primera edición del Superclásico. El 30 de octubre de 2012 se dio a conocer la lista de convocados para un partido amistoso que la selección argentina disputó contra Arabia Saudita, entró en el segundo tiempo en el empate a cero. El 22 de enero de 2013 apareció en la lista de Alejandro Sabella para el amistoso contra la selección de Suecia. El 23 de mayo fue convocado por Alejandro Sabella para disputar los partidos de las eliminatorias del 7 y el 11 de junio. Finalmente fue convocado en la lista definitiva para jugar la Copa Mundial de Fútbol de 2014. Fue eliminado en la final contra Alemania, y no llegó a jugar ningún minuto en la competición debido a una lesión.
Fue convocado por Gerardo Martino para jugar la Copa América Centenario en los Estados Unidos, donde comenzó como titular en el primer partido ante Chile donde la selección albiceleste ganaría por 2-1. A partir de ahí jugaría el resto de partidos a excepción del último partido de la fase de grupos ante Bolivia (3-0). En semifinales ante Estados Unidos donde Argentina ganó por 4-0, Fernández se lesionó en el minuto 57, siendo reemplazado por Lucas Biglia. En la final ante Chile, Biglia reemplazó a Fernández, el cual en la tanda de penales, le atajaría un penal el arquero chileno Claudio Bravo, y luego Francisco Silva anotaría el penal que hizo que Chile fuera campeón de la copa.

### Participaciones en Copas del  Mundo
| Copa              | Sede   | Resultado  | PJ | G |
| ----------------- | ------ | ---------- | -- | - |
| Copa Mundial 2014 | Brasil | Subcampeón | 0  | 0 |

### Participaciones en Copas América
| Copa                    | Sede           | Resultado  | PJ | G |
| ----------------------- | -------------- | ---------- | -- | - |
| Copa América Centenario | Estados Unidos | Subcampeón | 4  | 0 |

## Estadísticas

### Clubes
- Actualizado a fin de carrera deportiva. [13]

| Club | Div.          | Temporada     | Liga  | Liga  | Copas nacionales(1) | Copas nacionales(1) | Copas internacionales(2) | Copas internacionales(2) | Total | Total | Media goleadora |
| Club | Div.          | Temporada     | Part. | Goles | Part.               | Goles               | Part.                    | Goles                    | Part. | Goles | Media goleadora |
| --- | ------------- | ------------- | ----- | ----- | ------------------- | ------------------- | ------------------------ | ------------------------ | ----- | ----- | --------------- |
| C. A. River Plate Argentina | 1.ª           | 2005-06       | 13    | 0     | -                   | -                   | -                        | -                        | 13    | 0     | 0,00            |
| C. A. River Plate Argentina | 1.ª           | 2006-07       | 13    | 2     | -                   | -                   | -                        | -                        | 13    | 2     | 0,15            |
| C. A. River Plate Argentina | 1.ª           | 2007-08       | 31    | 1     | -                   | -                   | 9                        | 0                        | 40    | 1     | 0,03            |
| C. A. River Plate Argentina | 1.ª           | 2008-09       | 22    | 0     | -                   | -                   | 5                        | 0                        | 27    | 0     | 0,00            |
| C. A. River Plate Argentina | 1.ª           | 2009-10       | 1     | 0     | -                   | -                   | -                        | -                        | 1     | 0     | 0,00            |
| C. A. River Plate Argentina | Total club    | Total club    | 80    | 3     | -                   | -                   | 14                       | 0                        | 94    | 3     | 0,03            |
| A. S. Saint-Étienne Francia | 1.ª           | 2009-10       | 12    | 1     | 2                   | 0                   | -                        | -                        | 14    | 1     | 0,07            |
| A. S. Saint-Étienne Francia | Total club    | Total club    | 12    | 1     | 2                   | 0                   | -                        | -                        | 14    | 1     | 0,07            |
| C. A. Vélez Sarsfield Argentina | 1.ª           | 2010-11       | 29    | 4     | -                   | -                   | 11                       | 4                        | 40    | 8     | 0,20            |
| C. A. Vélez Sarsfield Argentina | 1.ª           | 2011-12       | 29    | 7     | -                   | -                   | 17                       | 3                        | 46    | 10    | 0,22            |
| C. A. Vélez Sarsfield Argentina | Total club    | Total club    | 58    | 11    | -                   | -                   | 28                       | 7                        | 86    | 18    | 0,21            |
| R. C. Celta de Vigo · España | 1.ª           | 2012-13       | 36    | 6     | 3                   | 0                   | -                        | -                        | 39    | 6     | 0,15            |
| R. C. Celta de Vigo · España | 1.ª           | 2013-14       | 33    | 3     | -                   | -                   | -                        | -                        | 33    | 3     | 0,09            |
| R. C. Celta de Vigo · España | 1.ª           | 2014-15       | 30    | 1     | 4                   | 0                   | -                        | -                        | 34    | 1     | 0,03            |
| R. C. Celta de Vigo · España | 1.ª           | 2015-16       | 15    | 1     | 1                   | 0                   | -                        | -                        | 16    | 1     | 0,06            |
| R. C. Celta de Vigo · España | Total club    | Total club    | 114   | 11    | 8                   | 0                   | -                        | -                        | 122   | 11    | 0,09            |
| Atlético de Madrid · España | 1.ª           | 2015-16       | 13    | 0     | 2                   | 0                   | 6                        | 0                        | 21    | 0     | 0,00            |
| Atlético de Madrid · España | 1.ª           | 2016-17       | 3     | 0     | -                   | -                   | -                        | -                        | 3     | 0     | 0,00            |
| Atlético de Madrid · España | 1.ª           | 2017-18       | 5     | 0     | 4                   | 0                   | 1                        | 0                        | 10    | 0     | 0,00            |
| Atlético de Madrid · España | Total club    | Total club    | 21    | 0     | 6                   | 0                   | 7                        | 0                        | 34    | 0     | 0,00            |
| Beijing Renhe China | 1.ª           | 2018          | 22    | 2     | 1                   | 0                   | -                        | -                        | 23    | 2     | 0,12            |
| Beijing Renhe China | 1.ª           | 2019          | 11    | 1     | -                   | -                   | -                        | -                        | 11    | 1     | 0,09            |
| Beijing Renhe China | Total club    | Total club    | 23    | 2     | 1                   | 0                   | -                        | 0                        | 34    | 2     | 0,12            |
| Cádiz C. F. · España | 2.ª           | 2019-20       | 4     | 0     | -                   | -                   | -                        | -                        | 4     | 0     | 0,00            |
| Cádiz C. F. · España | 1.ª           | 2020-21       | 12    | 0     | -                   | -                   | -                        | -                        | 12    | 0     | 0,00            |
| Cádiz C. F. · España | Total club    | Total club    | 16    | 0     | 0                   | 0                   | -                        | 0                        | 16    | 0     | 0,00            |
| Total carrera | Total carrera | Total carrera | 324   | 28    | 17                  | 0                   | 49                       | 7                        | 400   | 35    | 0,09            |
| (1) Incluye datos de Copa de Francia (2009-10); Copa del Rey (2012-16). (2) Incluye datos de Copa Sudamericana (2008) y (2010-11); Copa Libertadores (2009) y (2011-12). |               |               |       |       |                     |                     |                          |                          |       |       |                 |

### Selecciones

#### Participaciones en fases finales
| Competición                    | Categoría | Sede           | Resultado  | Partidos | Goles |
| ------------------------------ | --------- | -------------- | ---------- | -------- | ----- |
| Copa Mundial de Fútbol de 2014 | Absoluta  | Brasil         | Subcampeón | 0        | 0     |
| Copa América Centenario        | Absoluta  | Estados Unidos | Subcampeón | 4        | 0     |
| Total                          |           |                |            | 4        | 0     |

## Palmarés

### Títulos nacionales
| Título           | Club                  | País      | Año    |
| ---------------- | --------------------- | --------- | ------ |
| Primera División | C. A. River Plate     | Argentina | C-2008 |
| Primera División | C. A. Vélez Sarsfield | Argentina | C-2011 |

### Distinciones individuales
| Distinción                               | Año  |
| ---------------------------------------- | ---- |
| Mejor jugador del Torneo Clausura        | 2011 |
| Mejor jugador del año de Vélez Sarsfield | 2011 |
| Trofeo Manuel de Castro "Hándicap"       | 2013 |